# Dyretæmmerens Hustru
Dyretæmmerens Hustru er en dansk stum dramafilm fra 1913 produceret af Filmfabrikken Danmark. Filmens instruktør er ukendt. Som mange andre af Filmfabrikkens film fra denne periode, er filmen i genren sensationsfilm med et dramatisk klimaks, i dette tilfælde en dramatisk slutscene med vilde dyr i cirkus. 
Filmen havde dansk premiere den 2. maj 1913 i Victoria-Teatret. 

## Handling
En dyretæmmer forsømmer sin hustru, der bliver forelsket i dyretæmmerens ven Angelo, der også arbejder i cirkusset. Hustruen og Angelo afsløres, og dyretæmmeren er rasende. Hustruen beslutter sig for at hævne sig, hvilket hun gør ved at fjerne den morfin, som dyretæmmeren indtager før han går ind i buret til de vilde dyr. Da løverne og tigrene ser, at dyretæmmerens ansigt ikke er som det plejer, overfalder de ham. Angelo kaster sig ind i buret og redder dyretæmmeren ud, men Angelo såres dødeligt.

## Medvirkende
- Lily Gottschalksen som dyretæmmerens hustru